# 森末慎二
森末 慎二（、1957年5月22日 - ）は、日本の元体操競技選手。タレント。体操選手としての現役時代、森末 真佐男（）と改名していた時期がある。岡山県岡山市出身。関西高等学校、日本体育大学卒業。佐藤企画所属。森末企画代表取締役。
日本体操協会の理事で、九州共立大学の特別客員教授。同大学で体操部を定期的に指導。2002年に体育学部のない地方大学としては全国初となる西日本学生選手権で団体・個人とも優勝に導いた。

## 来歴
小学3年生の頃に鉄棒に興味を持って毎日練習するほど夢中になり、その後中学3年生の頃から体操部に入部（子供時代について詳しくは後述）。岡山市の体操競技大会で優勝したことで声をかけられて関西高等学校、その後日本体育大学へと進学。
大学卒業後は、紀陽銀行体操部に所属。1984年ロサンゼルスオリンピック(以下、ロス五輪)に出場。同大会の体操競技において、種目別・鉄棒決勝で10点満点（規定演技、自由演技もあわせると3回の鉄棒演技すべてで10点）を出し金メダルを、跳馬では銀メダルを獲得した。団体総合では銅メダルで、1つの大会での金、銀、銅の3つのメダルを持っている。平行棒における難度Dの後方棒上かかえ込み二回宙返り腕支持のオリジナル技がモリスエの名でも知られ、鉄棒にも同名の技がある。
1986年2月26日、フジテレビ系バラエティ番組『笑っていいとも!』のレギュラーコーナー「テレフォンショッキング」に岸田智史の紹介で出演することになったが、当時のアマチュア規定により、バラエティ番組への無断出演は禁止されていたため、その日に引退を宣言し、出演を強行した。所属会社であった紀陽銀行を退社し、引退後はテレビタレントとして『ドキド欽ちゃんスピリッツ』（TBSテレビ）で本格デビュー。
『アッコにおまかせ!』（TBSテレビ）のコーナーだった「ダイエット体操」の振り付けも担当。このダイエット体操の振り付けをやったため、その後も体操の振り付けを依頼されることがあるが、そういった仕事は同じ体操を生業にしている佐藤弘道に渡している。日本テレビ系列で放送された『雷波少年』（2001年1月）の企画“鉄棒少女”では、大車輪仮面として登場。作中で鉄棒少女こと羽田実加に技を体得する上で必要な体の動かし方などをアドバイスする形で支援し、羽田の大車輪を成功に導いた。
この他にも体操の経験と知識を生かして、体操を主体にした漫画『ガンバ!Fly high』の原作を担当。この際、自らがモデルとなり演技の姿勢や成功例・失敗例などの参考写真を提供しており、担当者は「こんな事が出来る漫画原作者はいません」と述べている。歌が得意で、歌手としてジャズライブ活動やレコードリリース、ダンスの振り付けなどもしている。クラシアンのCMキャラクターは14年間務めた。
沖縄県好きが高じてその後宮古島に土地を購入し、2024年1月時点は1年の3分の2ほど滞在。5年前より車エビを使った天丼が名物の居酒屋「みゃ～く商店」を経営している。

## 人物

### 子供時代
ゴム製造会社に勤める父、母、7歳上の兄の4人家族。子供の頃は目立ちたがり屋でやんちゃ坊主な性格で塀の上を走ったり、高い所から飛び降りたりするのが大好きだった。小学3年生の頃友達の大半が野球に興味を持つ中、一人だけ鉄棒に興味を持ち放課後の校庭で日が暮れるまで鉄棒を何度も回るのが日課となった。色々な技をやってみたくなったが教えてくれる人がいなかったため、「体操競技」という本の連続写真などを見て独学で勉強した。その後練習の甲斐あって5年生で大車輪、6年生で大車輪から宙返りをして着地できるようになったとのこと。この頃、母から「そんなに鉄棒が好きならオリンピックに出れば？」と言われたことで、初めてオリンピックという国際的なスポーツイベントがあることを知る。
中学に入学したが体操部がなかったこともあり部活には入らずその後も一人で鉄棒の特訓を続けた。そんな中、3年生の頃にたまたま日体大の体操部出身の教師が赴任し、森末が「体操部を作って下さい」とお願いしたことで体操部が創部された。後日行われた岡山市の体操競技会の鉄棒の種目で優勝し、体操の名門である関西高校から声をかけられてその後進学。

### 高校・大学時代
高校の体操部では大晦日や元日も部活というほど練習漬けの日々を送り、徐々に技の精度が上がって2年生の頃にレギュラー入りした。後日新人戦への出場が決まったが大会直前に本人の不祥事により出場のチャンスを逃した。その後行われた岡山市の別の大会で優勝すると、新人戦に出場せずに彗星のごとく現れたことから、地元新聞に“関西高校の秘密兵器・森末選手”などと書かれたという。　
2年生で国体に出場し個人の総得点ではトップになったが、国体は団体戦のみで個人の表彰はなかった。すると、いつもは厳しい顧問からどこかで買ってきたメダルを渡しながら「日本一だな」と声をかけられ、森末は「あの時はすごく嬉しかったです」と回想している。　
その後特待生として日本体育大学に進学し、上京後は世田谷区内にある大学の寮生活となった。寮は4人部屋で上級生も一緒で上下関係が厳しかったため練習以外の時間も気が休まる暇がなかったとのこと。
肝心の体操では、ケガに悩まされたため試合にはほとんど出られなかった。特に3年次に左足のアキレス腱を断裂し、1年にも及ぶ治療とリハビリを経て復帰するも直後に右足のアキレス腱を切ってしまった。この時はさすがに「“もう体操はやめろ”ってことかな」とかなり落ち込んだとのこと。この頃合宿所で知り合った大学の後輩である女性に精神的に支えてもらい大怪我から心身ともに立ち直り、それをきっかけに交際しその後結婚した。

### 新技「モリスエ」とロス五輪
大学時代は目立った活躍ができなかったにもかかわらず、当時日本一だった紀陽銀行体操部に幸運にも入ることができ、社会人選手となる。森末は当時日本の体操選手の中で20番目ぐらいの選手だったが、日本が1980年のモスクワ五輪をボイコットしたことで森末より年上の選手たちが一気に引退した頃だった。離れ技の登場など体操界の潮流の変化も森末にとって有利に働き、次第に日本代表に選ばれるようになる。
日本代表になってからも日体大時代の恩師から指導を受けていたが、ある日「こういう技できる？」と技の動きを描いたイラストを見せられた。それが平行棒の新技である“モリスエ”で、当初見たことがない技に戸惑ったが練習を繰り返して感覚を身につけて何とか完成させた。
“モリスエ”を引っさげて1984年のロス五輪に出場し、先に行われた団体で銅メダルを獲得。しかし選手村に帰るバスの中で39度の熱があることに気づき、4日後の種目別鉄棒の決勝までに治す必要があった。だがドーピング検査で引っかかる恐れがあったことから薬を飲むことができず、ひどい悪寒や嘔吐などでフラフラの状態が続いた。結局自力では熱が下がりきらず当日38度台だったが、それでも本番に臨むと不思議と集中でき、10点満点の金メダルを獲得。この時の表彰式について、「メダリスト紹介の時に『シンジモリスエ、ジャパン。パーフェクトスコア、テン！』とアナウンスされた。本当に嬉しくて自然と涙がこぼれた。あの感激は生涯忘れることはないでしょう」と後年語っている。

### タレントに転身
28歳で体操選手を引退したあとも紀陽銀行体操部に所属しながら、日本体操協会の許可を得て報道番組「FNNスーパータイム」で週2日スポーツキャスターを務めた。番組では体操以外のスポーツを取り上げるため、様々なスポーツのルールや選手を一から学ぶのに慣れるまでが大変だったとのこと。
同番組への出演は何とか軌道に乗ったが、ある日「笑っていいとも！」の出演オファーがあった際体操協会の許可が下りず、出演させてほしいと説得に当たった。協会から「どうしても出演したいならもう選手登録を抹消して協会を辞めるしか方法がない」と告げられると、その場で協会を辞めることを伝え、紀陽銀行体操部も退部した。
その後は、本格的にタレントに転身してバラエティ番組の出演が増え、多い時でレギュラー番組だけで週5、6本という時期もあった。一時は家に帰る暇もないほどだったが、本人曰く「喋るのも目立つのも大好きだから毎日が楽しくて全然苦にならなかった」とのこと。

### 沖縄県暮らし
子供の頃、八重山諸島の黒島の写真の美しさに感動したことで、「いつか沖縄の離島に住みたい」と思うようになった。2011年頃に沖縄県の宮古島に2階建ての家を建てた後、現在は宮古島で暮らしながら仕事がある時などに東京に出向いている。島での生活は昼に海でシュノーケリングをし、夜は屋上で満天の星空を眺めながらビールを飲むなど悠々自適に過ごしている。2018年頃から島で天丼屋を営み、普段は店長に店を任せているが時折自身も接客などを手伝うこともあるという。2025年現在は自ら天ぷらの種の仕込みや店内清掃なども行っている。家族は東京に残っており単身赴任状態だが、将来妻が退職したら宮古島で同居する予定。

### 趣味
落語が趣味で、もともとは上方の桂枝雀に私淑しており、枝雀のカセットテープを良く聴いていた。ロス五輪でも極度のあがり症による緊張から眠れなくなったため、枝雀の落語テープを聞いていた。初めて枝雀の高座を生で観たのは1987年の東京・歌舞伎座での3日連続独演会であり、後に『枝雀寄席』（朝日放送）にゲスト出演して枝雀に直接会い、オリンピック参加メダルを渡したこともあった。後に稽古を付けてもらいたく約束無しで枝雀の自宅を訪ねたことがあったが、この時は会えなかったという。
大のゴジラマニアとしても有名。その縁からか1991年の『ゴジラvsキングギドラ』、2002年の『ゴジラ×メカゴジラ』に出演している。

## 略歴
- 1975年：国体1位。
- 1976年：関西高等学校卒業。
- 1980年：日本体育大学卒業。ナショナルチームのメンバーに入る。
- 1984年：ロサンゼルスオリンピック出場。
- 1985年：体操現役引退と同時に紀陽銀行退社。
- 1989年：第5回日本ジャズヴォーカル賞奨励賞を受賞（ジャズワールド紙主催）
- 1998年：第43回（平成9年度）小学館漫画賞受賞（『ガンバFly high』）
- 2006年：4月より、九州共立大学の特別客員教授に就任。
- 2007年：日本体操協会の理事を務めている。

## 成績
- 1981年 コカ・コーラカップ（イギリス）個人総合優勝
- 1983年 ブダペスト世界選手権（ハンガリー）団体総合銅メダル
- 1984年 ロサンゼルスオリンピック（アメリカ）鉄棒金メダル、跳馬銀メダル、団体総合銅メダル

## 出演

### テレビ番組
報道・情報番組
| 期間          | 期間          | 番組名                             | 役職                         |
| ------------- | ------------- | ---------------------------------- | ---------------------------- |
| 1985年4月4日  | 1994年3月31日 | FNNスーパータイム（フジテレビ）    | 木・金曜日スポーツキャスター |
| 1990年7月6日  | 1990年9月28日 | アンテナホット7（フジテレビ）      | 金曜日レギュラーキャスター   |
| 1991年9月30日 | 1992年4月3日  | ザ・ビッグチャンス!（フジテレビ）  | 司会                         |
| 1992年4月6日  | 1993年4月2日  | ジョーダンじゃない!?（フジテレビ） | コメンテーター               |
| 1999年10月    | 2021年3月     | ちちんぷいぷい（毎日放送）         | 月1火曜日レギュラー出演      |

バラエティ番組
- 笑っていいとも!（フジテレビ） - 1986年4月～1987年3月※火曜日担当
- プルプルプルン（NHK教育テレビ） - モリモリさん・ガミガミさん
- はりきって体育（NHK教育テレビ）
- いきなり!フライデーナイト（フジテレビ）
- クイズ!!体にいいTV（日本テレビ） - レギュラー解答者
- 邦ちゃんのやまだかつてないテレビ（フジテレビ）
- 夢がMORI MORI（フジテレビ）
- 明石家さんまのスポーツするぞ!大放送（フジテレビ）
- ぶらり途中下車の旅（日本テレビ）
- 所さんのただものではない!（フジテレビ）
- 土曜スペシャル（テレビ東京）
- 3か月トピック英会話 「歌って発音マスター!〜魅惑のスタンダードジャズ編〜」（NHK教育テレビ）
- 旅はWITH遊（フジテレビ）
- 欽ちゃんのどこまで笑うの?!（テレビ朝日）
- 制作2部青春ドラマ班（テレビ朝日、1987年）
- テレビスポーツ教室「夏休み特別講座（1）逆上がり」（NHK Eテレ、2013年7月21日） - 講師
- テレビスポーツ教室「夏休み特別講座（2）跳び箱・マット」（NHK Eテレ、2013年8月4日） - 講師
- かながわ情熱アスリート（神奈川県内ケーブルテレビ協議会加盟各局） - ナビゲーター
- のびのびシティさいたま市（テレビ埼玉）
- 2016年リオデジャネイロオリンピック（2016年8月、J:COM） - メインコメンテーター [11]
- 葭葉ルミと森末慎二の らく・ごる（2018年4月 - 、テレビ長崎）
- 「体操ザムライ」放送直前スペシャル『開幕ザムライ』（テレビ朝日、2020年10月4日）
- 1万2000人が選ぶ!私が感動した金メダルはこれだ! （テレビ朝日、2021年7月20日）

### ラジオ
- 森末慎二の土曜は満点!（TBSラジオ）[1]

### 映画
- 『ゴジラvsキングギドラ』（東宝) - カメラマン 役[2]
- 『ゴジラ×メカゴジラ』（東宝) - 葉山二尉 役[2]

### CM
- 大阪ガス（1990年代。サム・ソーヤ）
- 中外製薬「新グロモント」
- 日清製粉「から揚げ粉」（1994年)
- 花王「キーピング」（1998年）
  - 共演する若村麻由美がCMの主演。
- クラシアン（1998年-2013年、2021年-）
  - 漫才師のナイツにクラシアンのCMをネタにされることが多く、顔の似ている諸星裕（桜美林大学大学院教授）・若松勉（元ヤクルトスワローズ監督）と共に『クラシアン3兄弟』と呼ばれている。2013年、イメージキャラクターが長嶋一茂に交代した。その後2020年にクラシアンを定年退職したレジェンド役設定として再登板。
- サントリー「BOSS」(2023年)
  - 役所広司・杉咲花と共演。水道修理業者役の役所・杉咲に修理を依頼するお客の役。

## 書籍
- 『ワンパクの勧め : このままでは子供はダメになる 運動オンチの子にヤル気を起こさせる』ワニブックス、1987年6月10日。NDLJP:12099952。
- 『森末慎二の楽しい体操』小峰書店、1990年7月。

## レコード・CD作品

### シングル
1. だってしょうがないじゃない（1989年4月10日）
  - カップリング：ありがとうのうた
2. ジェラス・ガイ（1990年4月25日）
  - カップリング：ロンリー・チークダンス
3. 君のいないクリスマス（1991年12月4日） - 『ザ・ビッグチャンス!』1991年度イメージソング
  - カップリング：BECAUSE I LOVE YOU - 『ザ・ビッグチャンス!』1992年度イメージソング
4. ソーヤ村のサム・ソーヤ（1992年9月26日） - 大阪ガス「ガスファンヒーター」CMソング
  - カップリング：夢がしんしんサム・ソーヤ

### アルバム
1. サマー・レインボー（1988年4月25日）
  - 高橋達也と東京ユニオンとの共演によるジャズ・ボーカル作品。

### 参加作品
- ユー・キャン・ドゥ・イット（1999年3月31日発売「体操音楽集Vol.9〜ベスト・セレクション〜」に収録）
- クラシアン・プライスソング / クラシアン・ダイヤルソング（クラシアンです500・500）（2002年9月26日発売「小林亜星 CMソング・アンソロジー」に収録）

## 漫画原作
- ガンバ!Fly high